# Kuappi

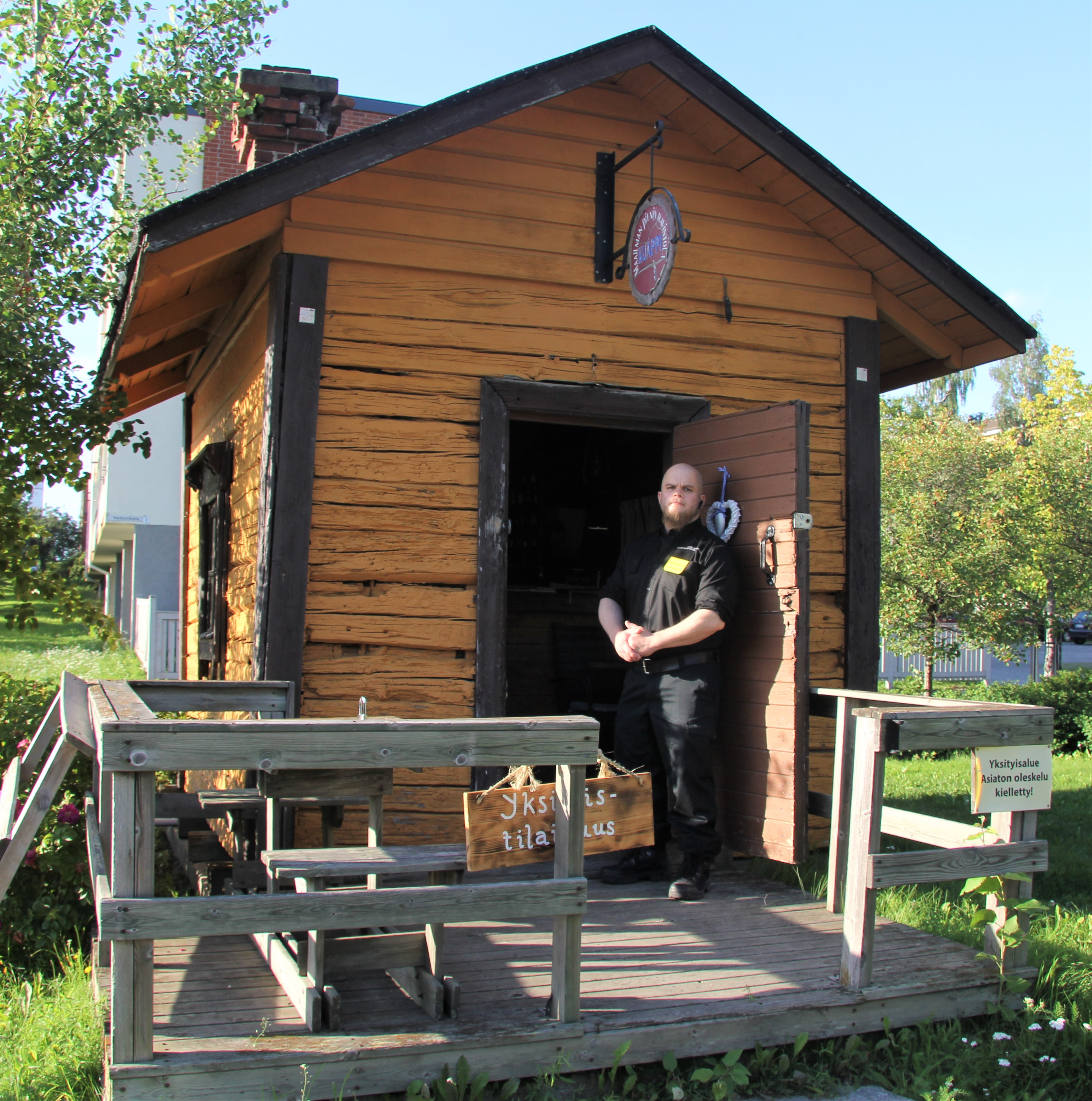
Kuappi là nhà hàng nhỏ nhất trên thế giới. Nội thất bên trong chỉ có thể đủ chỗ cho hai người ngồi.

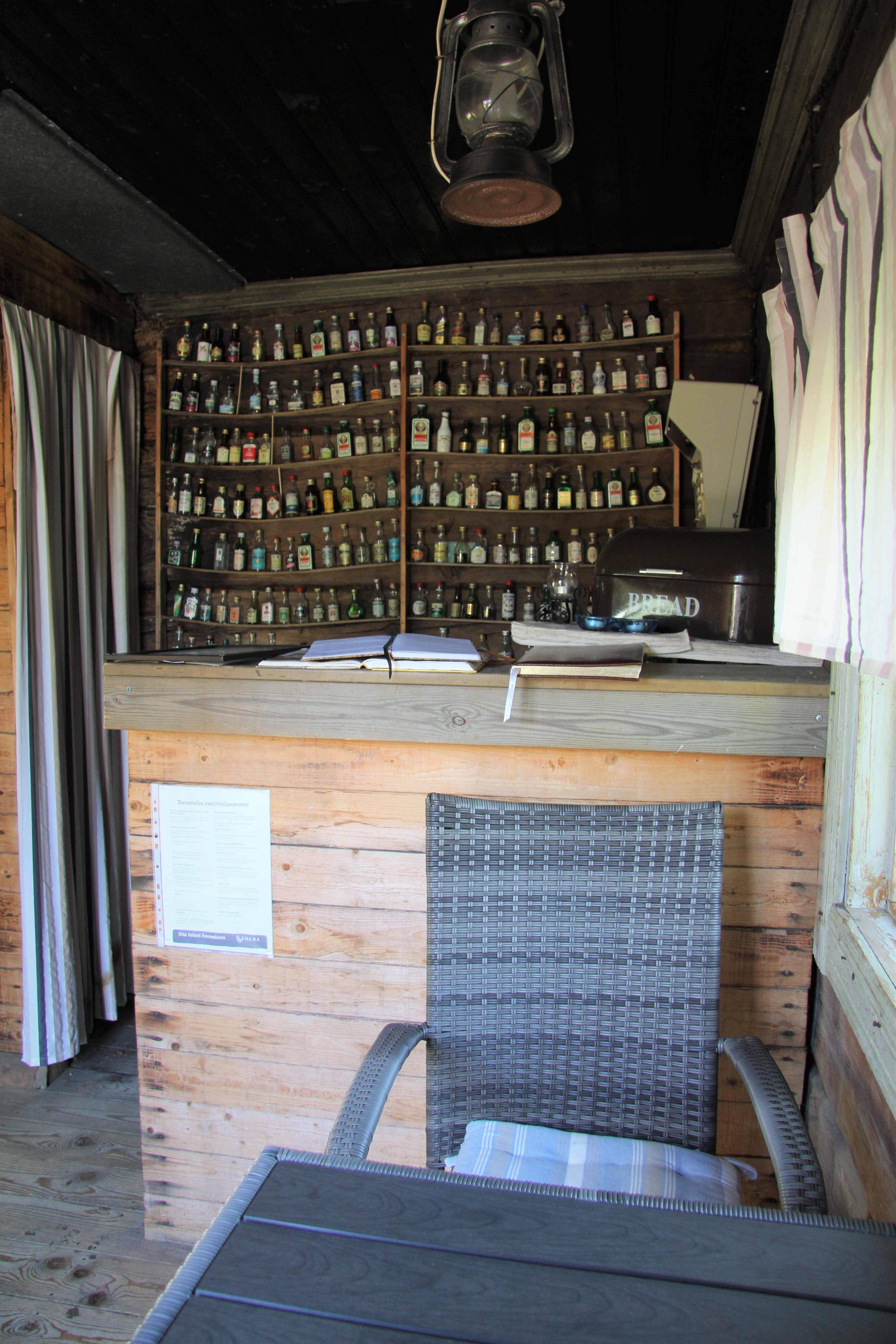
Nội thất của Kuappi chỉ có thể ngồi được hai người. Một ghế được chụp trong hình, nhiếp ảnh gia đang ngồi ở ghế còn lại.

Kuappi (phát âm tiếng Phần Lan: [ˈku̯ɑpːi] ) là một nhà hàng ở Iisalmi, Phần Lan. Theo Sách Kỷ lục Guinness, đây là nhà hàng nhỏ nhất trên thế giới. Toàn bộ khu nhà có diện tích 8 m2 (86 foot vuông), trong đó 3,6 m2 (39 foot vuông) là bên trong căn nhà.
Tòa nhà chứa nhà hàng được xây dựng vào năm 1907 để làm cabin cho các nhân viên kiểm tra đường ray cho tập đoàn Đường sắt Nhà nước Phần Lan (nay là Tập đoàn VR) với mục đích dừng chân nghỉ ngơi, và sau đó căn nhà đã được chuyển từ vị trí đường ray đến vị trí hiện tại. Kuappo từng có thời gian dài được đặt tên là Korkki. Bên trong tòa nhà có quầy bar, tivi, một bàn ăn cho hai người và một nhà vệ sinh. Nội thất của nhà hàng được cấp phép đầy đủ để phục vụ rượu và có chỗ ngồi cho hai người cùng với một người phục vụ. Ngoài ra, khu nhà còn có một sân hiên nhỏ ngoài trời. Vào cuối tháng 5 năm 2020, có một thông báo rằng do các hạn chế của COVID-19, chỉ một khách hàng có thể vào nhà hàng tại một thời điểm vào đầu mùa hè năm 2020. Sân hiên tuy vậy vẫn có thể chứa hai khách hàng vì chỗ này không bị giới hạn về số lượng khách hàng.
Tên của nhà hàng, Kuappi, có nghĩa là "tủ". Từ nguyên trong tiếng Phần Lan là kaappi, nhưng nguyên âm kép của chữ A— "aa" - chuyển thành "ua" trong phương ngữ Savonia, do đó kaappi trở thành kuappi.

## Dịch vụ
Kuappi được cấp phép đầy đủ để phục vụ đồ uống có cồn cho khách hàng.
Nhà hàng phục vụ nhiều loại thức ăn, bao gồm salad, hamburger, cá, gà, thịt và nấm. Các món ăn nổi tiếng bao gồm cá hồi trắng châu Âu chiên, Jägerschnitzel (một loại bánh mì bít tết của thợ săn), schnitzel thịt lợn, và quả việt quất truyền thống của vùng Savonia hoặc bánh sô cô la để tráng miệng.
Do quy mô nhà hàng nhỏ nên nơi đây không có bếp. Tất cả các món ăn được phục vụ tại Kuappi thực sự được chế biến trong nhà bếp của nhà hàng Olutmestari kế bên.

## Kuappirock
Vào mùa hè 2018, Kuappi đã tổ chức Kuappirock, lễ hội nhạc rock nhỏ nhất trên thế giới. Tổng cộng có 4 vé cho lễ hội đã được bán và lễ hội có một ban nhạc: ban nhạc punk rock một người tên là Impotent Givärs. Vé của lễ hội đã được bán trong một cuộc đấu giá trên Facebook, với giá thầu lên tới 125 euro cho hai vé.